# Andrea Pozzo
Pour les articles homonymes, voir Pozzo.

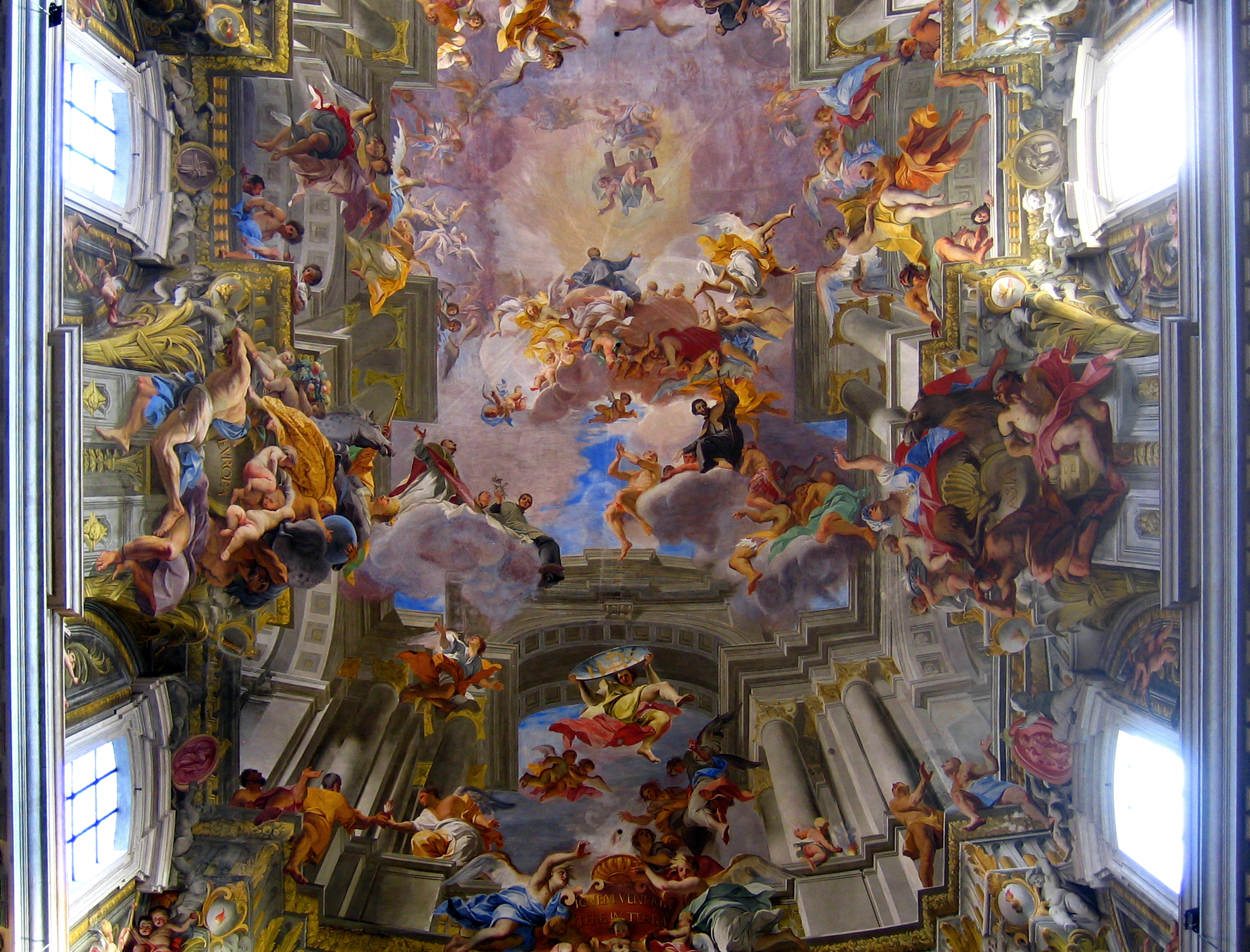
La voûte de l'église Saint-Ignace (Rome)

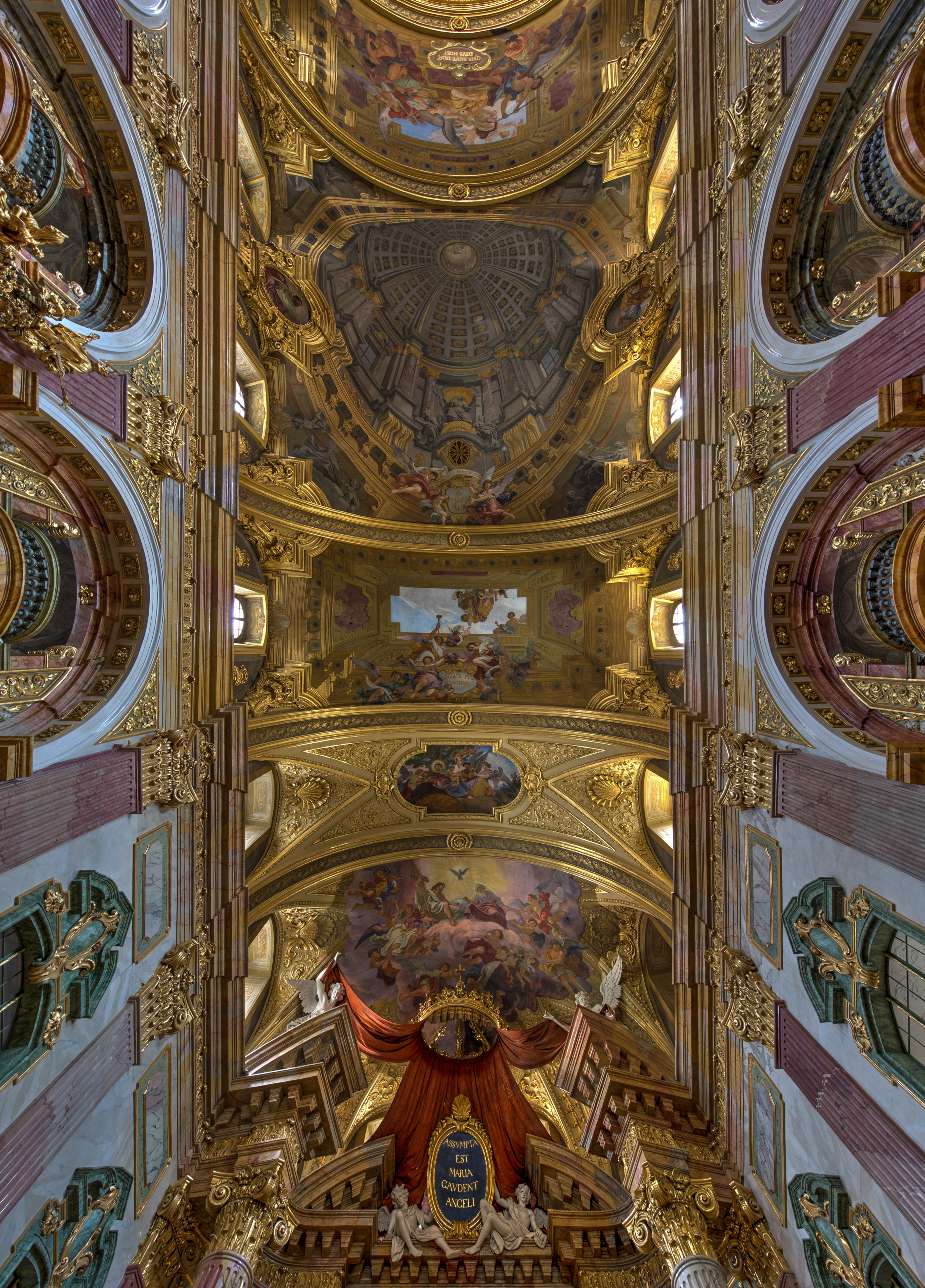
Voûte en trompe-l'œil de l'église des Jésuites à Vienne

Andrea Pozzo, né le 30 novembre 1642 à Trente et mort le 31 août 1709 à Vienne, est un frère jésuite et peintre connu pour sa maîtrise de la perspective en peinture et en architecture.

## Biographie

### À Rome: le plafond de Saint Ignace
Il réalisa en 1685 la voûte magistrale (17 m) de l'église Saint-Ignace-de-Loyola à Rome, dédiée à saint Ignace de Loyola, fondateur de la Compagnie de Jésus.
Il s'agit d'une réalisation en trompe-l'œil en suivant des calculs très précis à la perspective. Ainsi Pozzo a peint des marches, des piliers, des balcons pour créer une architecture fantastique. La voûte s'ouvre au sommet sur le ciel, et des torsades de nuages entourent les pilastres, portant des anges ou des saints. Cette architecture compliquée de colonnes et de balcons peuplés de personnages est peinte sur une simple voûte en demi-cercle.
Pour admirer ce plafond ouvert sur les cieux, il est nécessaire de se placer en un endroit signalé au sol, sous le Christ qui est le point d'où partent toutes les lignes de fuites, représentation de l'apothéose de saint Ignace. Un rayon lumineux baigne de lumière saint Ignace qui la redistribue aux quatre coins du monde, illustrant l'engagement missionnaire des jésuites.
Il réalise également en trompe-l'oeil la coupole dont ne voulaient pas les religieux. Il s'agit  d'une anamorphose puisqu'elle n'est visible sans déformation que depuis le disque blanc marqué au sol.

### À Vienne
En 1704, il se rend à Vienne, invité par l'empereur, Léopold Ier. Il réitère le même type de décoration qu'à Saint-Ignace dans l'église des Jésuites de Vienne : il y réalise notamment une nouvelle coupole en trompe-l'œil.
Il peint également une fresque gigantesque au plafond du palais Liechtenstein : Le Triomphe d'Hercule.
Il eut parmi ses élèves le jésuite autrichien Christoph Tausch.

## Œuvres
- Museo Civico di Sansepolcro
- Le Triomphe de saint Ignace et la mission des jésuites, 1691-1694[1], fresque du plafond, église Saint-Ignace de Loyola, Rome
- Saint Sébastien Kostka baise les pieds de l'enfant Jésus, huile sur toile, 33 × 50 cm, musée des beaux-arts de Nantes[2]

## Ouvrages
- Pozzo mit son expérience et ses connaissances au service de l'art dans un traité intitulé : Perspectiva pictorum et architectorum in qua docetur modus expeditissimus delineandi optice quae pertinent ad architecturam, 2 vol., Roma, 1693 et 1698.